# Epipedobates
Genre
Epipedobates est un genre d'amphibiens de la famille des Dendrobatidae.
Les espèces de ce genre sont inscrites à l'annexe II de la Cites afin d'en contrôler la commercialisation.

## Répartition
Les sept espèces de ce genre se rencontrent en Équateur, au Pérou et en Colombie.

## Liste des espèces
Selon Amphibian Species of the World (11 juin 2017) :
- Epipedobates anthonyi (Noble, 1921)
- Epipedobates boulengeri (Barbour, 1909)
- Epipedobates darwinwallacei Cisneros-Heredia & Yánez-Muñoz, 2011
- Epipedobates espinosai (Funkhouser, 1956)
- Epipedobates machalilla (Coloma, 1995)
- Epipedobates narinensis Mueses-Cisneros, Cepeda-Quilindo & Moreno-Quintero, 2008
- Epipedobates tricolor (Boulenger, 1899)

## Taxinomie
La majorité des espèces qui faisait partie de ce genre ont été transférées dans Ameerega.

## Étymologie
Le nom de ce genre est formé du grec epipedos, sur le sol, et de bates, le marcheur, en référence aux habitudes de ces espèces.

## Publication originale
- Myers, 1987 : New generic names for some neotropical poison frogs (Dendrobatidae). Papeis Avulsos de Zoologia Museu de Zoologia da Universidade de Sao Paulo, vol. 36, no 25, p. 301–306 (texte intégral).